# Pyrus sicanorum
Pyrus sicanorum är en rosväxtart som beskrevs av Raimondo, Schicchi och P.Marino. Pyrus sicanorum ingår i släktet päronsläktet, och familjen rosväxter. Inga underarter finns listade i Catalogue of Life.